# 東ブクロ
東ブクロ（ひがしブクロ、本名：東口 宜隆〈ひがしぐち よしたか〉、1985年〈昭和60年〉10月6日 - ）は、日本のお笑い芸人、実業家、作家、俳優、YouTuber、ラジオパーソナリティ。お笑いコンビ・さらば青春の光のボケ、ツッコミ担当。身長167cm。血液型O型。所属事務所であるザ・森東の副社長である（代表取締役社長は相方の森田哲矢）。

## 来歴
- 大阪府茨木市出身（出生は東大阪市）。大阪府立春日丘高等学校を経て、同志社大学文学部卒業。幼い頃は和泉修と同じマンションに住んでいた。
- 東ブクロは地元柄、漫才や新喜劇などお笑いに馴れ親しみ、小学生の時から芸人に憧れ、小学校の卒業文集には「吉本芸人になりたい」[1]、中学の卒業文集には夢は「吉本の漫才師」と書いた[2]。中学生時代には『ナインティナインのオールナイトニッポン』に影響を受け、ナインティナインの出身の高校が東ブクロの地元であり、ラジオから流れるエピソードはテレビとは違う印象をあった[3][4]。また、テレビでは『めちゃ×2イケてるッ!』や『笑う犬シリーズ』をよく観ていた[5]。だが、中高生の頃はお笑い好きが周りにはおらず、お笑いの話ができなかった[6]。高校ではその欲求が弾け、文集の作文にお笑い論を執筆し、卒業文集のプロフィール欄には大喜利を書いた。
- 中学生の時はビン底眼鏡をしていたが、高校デビューを果たす。学区内で最も偏差値の高い高校へ進学できる成績だったが、芸人になる上でダサいと考え[1]、校則が緩くイケてる奴が行く高校として、学区内で2番目に偏差値の高い高校へ進学する[7]。高校進学について、父親と家庭教師、担任の教諭による三者で酒を飲み交わし、夜通しで話し合いがあったという[1]。私服の高校であり、ダサいと2軍3軍のような扱いを受けるため、服のことばかり考えていた。
- お笑い芸人を目指すきっかけは、中学3年生のとき、父がなんばグランド花月へ行く約束を破ったため、その復讐だという。高校生の時に友人に頼み込んで文化祭で漫才をし、ウケたことが成功体験となり大学ではお笑いサークルに所属する[3][6]。大学一年生の時、お笑いサークルに入ろうとサークル勧誘のブースを訪れたところ、金髪に全身赤い衣装のレッドを名乗る男が立っていた[8]。彼が一学年上の先輩の金子和令（現メイプル超合金・カズレーザー）である。歴史あるサークルだが、東ブクロの在籍していた頃は他大学との交流もなく閉鎖的、サークル内でのネタ見せでは「笑ったら負け」の雰囲気があり、それぞれが相手を“えぐる”ようなダメ出しをしていた。そのお笑い養成所のような雰囲気を作り出していたのがカズレーザーで、演者は皆、カズレーザーの意見を求めて集まっていたという[8]。カズレーザーとお笑いコンビ「フルハウス」を結成。大学の漫才大会で常勝だった彼らだが、吉本やナベプロのオーディションを受けたが上手く行かず、コンビは自然消滅した[9]。元相方のカズレーザーによると、ワタナベコメディスクール主催のコンテストに参加した際、高校生のハライチがグランプリを獲り、2期の特待生として学費の48万円全額免除され、フルハウスは5万円免除だけで自分らとの実力の差を見せつけられたため、ワタナベコメディスクールの入学を断念し、カズレーザーの大学卒業後に解散したという[10]。フルハウス解散後は休学し、同じ大学の同級生と松竹芸能の養成所に入所するも仕事はなく、そのコンビも解散。復学をし、結果、大学には5年通った[6]。
- またお笑いサークルには1学年先輩の渡辺佑欣（後に放送作家となり、コンビでの付き合いになる。）も在籍しており、バイクで二人乗りで他大学のライブを観に行く「一番近しい先輩」だったという[11]。
- 大学在学中には同じサークルの同級生と交際していた。交際していたサークルのマドンナとは、手をつなぐ程度でプラトニックな関係だったといい、東ブクロいわく、「そこからねじ曲がっていった」とのこと。また、大学生であった当時、飲み会で出会った、カズレーザーとのコンビ「フルハウス」のことが好きだという女性についても振り返り、「それが僕が初めてファンに手を出した瞬間でしたね」と自ら暴露する始末だった[12]。
- その後、森田の入所に半年遅れて松竹タレント養成所に入所。さらば青春の光の結成前は、2007年9月までは「119」、2008年6月 - 7月は「ヤンバルクイナ」というコンビで活動していた。119解散後からヤンバルクイナ結成までの間は、ピン芸人「ちらしずし半人前」として活動していた。「半人前」の理由は劇団ひとりで、「ひとりってかっこええなぁ…」という東ブクロの考えによるもの。まだ一人前ではないため、成長していくために半人前にしたとも語っている。
- 2013年の東ブクロの不倫騒動では、寝取られた側の和田（鬼ヶ島）の推測では、元妻の事務所の社長が当時の和田夫婦を別れさせるために元妻を唆したのではないかとしている。東ブクロは当初、バラエティー番組のドッキリだと聞かされており元妻とホテルで落ち合ったが、性欲が抑え切れずに事に至ったという。
- 2017年4月19日にAbemaTVから生配信されたネット番組『フジモンが芸能界から干される前にやりたい10のこと』にて、コンビ名「さらば青春の光」を改名したいと言う東口だったが、占い師のイヴルルド遙華に「お前(東口)が改名しろ」と言われ、イヴルルドがつけていたフクロウの指輪をもとに相方森田が「東フクロウはどうですか？」と聞いたところ、画数が悪いらしく、その後に流れで「東ブクロはどうだ？」となったらしく、画数がものすごく良いというイヴルルドのもと、正式に芸名を東ブクロに変更した。
- 2021年4月、デイリー新潮により、一般人女性を妊娠させ中絶させたことがあると報じられ、2度目の不祥事となった[13]。また、続報として大阪時代から7年交際していた元恋人の女性からもデイリー新潮へ告発があり、交際中に避妊具を付けず性行為を行い中絶をさせたと報じられた[13]。この騒動により東ブクロが出演する番組の収録が立ち消えになるなど、コンビでの仕事がさらに減る形となり、相方の森田やマネージャーのヤマネヒロマサを再度大きく失望させた[13]。この一件でSNSアカウントをすべて削除。
- 2021年12月31日、TBSラジオ『CITY CHILL CLUB』にてミュージックセレクターを務めた。
- 上記の不倫騒動など、不祥事を多く起こしていることからテレビの出演は「22時以降」と自虐気味にボケていたが、2022年4月27日放送分の『ラヴィット!』（TBSテレビ）に森田と共にスタジオ出演。久しぶりにコンビでの朝番組出演を果たした[14]。
- 2022年7月14日、体調不良が確認されPCR検査を受けたところ、1度目は陰性だったものの追加の検査で陽性となり、 新型コロナウイルス(COVID-19)に感染していたことが公表された。これにより、同14日、翌15日の単独ライブ「五穀豊穣」東京凱旋公演が中止となった。[15]
- 2023年4月30日、森田の発案により処女作である『「笑いについて」』が幻冬舎より発売となり、五反田TOCにて発売イベントが開催された[16]。

## 人物
- 傍から見ればミステリアスだが、実際は単に人見知りな性格なだけである[17]。自己主張が苦手。人には興味があり、話を聞くのは好きだという[18]。
- 特技の空手は初段で黒帯。本人曰く小学4年生から中学3年生までの6年間、試合では負け無しだった[19]。
- ラジオ好きで、Rakuten.FMでラジオを放送していた。レギュラー番組のタイトルの『さらば青春の光「鋭意制作中」』『さらば青春の光がTaダ、Baカ、Saワギ』は自ら名付けた。また、埼玉県民ではないにもかかわらずかつての愛車であったバイクにThe Nutty Radio Show おに魂で貰うことが出来るおに魂ステッカーを貼っていた。
- 女好き。2020年12月16日に放送された水曜日のダウンタウンにて「東ブクロ、先輩芸人の嫁から色仕掛けくらってもさすがにもう乗ってこない説」という説が検証され、下ネタ全開で相手を口説く姿を見せ、体の関係を持ちそうになる寸前、先輩芸人の配偶者であると判明した際には「相方にこれ以上迷惑をかけられない」と最終的に手を出すことはなかった[20]。しかし自身の冠ラジオであるさらば青春の光がTaダ、Baカ、Saワギにて女性ファンを口説き、性行為をしていることが判明し、複数回コトに及んでいることを暴露されている[21][22]。
- 学生時代は女性芸能人のヌードをインターネット上で画像検索して熱心に鑑賞していた旨を語っている。
- 趣味はゴルフ[17]、昔（大阪時代）はパチンコやテレビゲームに興じた。
- ラッキーストライク エキスパートカット 6を愛煙、Ploom S 2.0を愛用。紙巻きたばこも愛煙しているが森田からは煙を肺に吸引せずふかしているのではと疑われている。
- 甲殻類アレルギーを持つと主張しているが見た目から食すことが出来ない旨も語ってもおり真相は不明である。
- 昆虫が苦手。
- 誕生日を祝われるのがあまり好きではない。
- ヤマハ・シグナスXを大阪時代から愛車としていた。その後森田が「世界一ちっちゃい車」と評するレクサスのエンブレムを付けた黒のトヨタ・iQが愛車だったが両車とも諸事情により本人の意に反する形で主に森田の手により金色塗装となる。バイク、車共に金色に塗装された状態だと、警察に頻繁に声を掛けられる[23]。その後白色のジープ・レネゲード、更にその後1年とたたずオレンジ色のジープ・ラングラーの限定モデルに乗り換えており短期間に2台のジープを乗り継いだことからジープ乗りを自称していた。更にその後2年弱でアウディ・TTの三代目TTSクーペを購入し、SUVではないものの今回も四輪駆動車に乗り換えている。森田から「人生とは、いかに自分がいい車に乗るか？」と聞かれると、「そういうことですよ。そんな、人の目を気にしてても仕方ない」「どう思われようが（関係ない）ってこと」と断言し、「この仕事してるんやったら、ええ車乗ってるほうが夢がある」と力説。これには森田も笑いながら「確かにな」と納得していた[24]。
- 話を盛る癖があり、実の母からもりおくんというあだ名をつけられてしまう。
- 五反田で行きつけの飲食店はラーメン魁力屋五反田店、ニュータンタンメン五反田店、五反田で人気のうどん店おにやんまなど。森田からは長いものに巻かれようとする性質があると分析されており、チェーン展開している飲食店を好んでいる。グロービートジャパンが展開するラーメン花月を非常に気に入っている他、大阪時代から某焼き肉店のシビレをこよなく愛しているがシビレの味を正確に理解できておらず、鳥の皮や豚の小腸を食してこれはシビレであると判断してしまっている。
- YouTubeチャンネルの企画会議には基本的に参加しておらず、純粋に仕掛けられる立場である。数々のドッキリに対して、森田の人間性を常々疑っている[25]。YouTubeでドッキリ企画を始めてから、舐めてかかってくる人が多くなった[26]。特にイライラした企画は、ブクデリ（※注文を受けた食事を東ブクロが実際に注文した人の自宅まで配達する企画）である。YouTubeに動画が載せられると、実際にDMで「札幌に住んでいます。○○をデリバリーしてください」というようなものが1日に10件ぐらい来るようになったといい、一番しんどかったという。
- ファッションはヒステリック・グラマーを好んでいたが、衣装提供を断られたのを契機にC.Eの服ばかり着用するようになり全身を同ブランドでコーディネイトしている。同ブランドのショップに通い詰めたために店員から白眼視されたと語っている。
- 好きな映画は『クレヨンしんちゃんシリーズ』。好きな音楽アーティストはKinKi Kids[17]、ゆず。
- プライベートでは、一番しんどい時に世話になった[27]徳井義実（チュートリアル）や小沢一敬（スピードワゴン）と親交がある[28]。
- ワタナベエンターテインメントに所属のお笑いコンビであるファイヤーサンダーのこてつ（藤田崇之）は、東ブクロの母の姉の息子であり、母方の従兄弟にあたる[29][30]。母はタダバカリスナー。
- 自身のYouTube企画にて、およそ20を数える程の団体にアンバサダーとして就任し[31]、ネットニュースにも取り上げられた[32]。2021年9月現在、5つのレギュラーラジオ番組を担当している[33]。
- コントにおいての東ブクロは、どんなに珍妙な設定のキャラクターを与えられても演技に見えないという、作りこまれていないのに洗練された演技力を見せる。その演技ぶりから、見取り図の盛山晋太郎は「台本の渡し甲斐がある」と評する[34]。
- 特技は大食い[35]。

## 賞レース戦歴
- 2017年
  - R-1ぐらんぷり2017 3回戦進出
- 2019年
  - R-1ぐらんぷり2019 2回戦進出

## 出演

### テレビ

#### バラエティ番組
過去のレギュラー番組 
- GOLFわでしこ[36]（2019年 - 2021年、スカパー!「EXスポーツ&バラエティ」 → 「刺激ストロングチャンネル」） - MC（途中から）
- 深層追及恋愛バラエティー BLACK LOVE（2021年6月4日 - 8月13日、スカパー!「刺激ストロングチャンネル」） - MC

 過去の出演番組 
- ぜにいたち（2022年10月24日・2022年12月12日、ABEMA）
- キョコロヒー（2024年4月2日、テレビ朝日）
- 伊集院光&佐久間宣行の勝手にテレ東批評（2024年4月20日、テレビ東京）
- 月ともぐら（2024年5月9日、テレビ東京）
- マルコポロリ!（2023年7月2日・2024年9月8日、関西テレビ）
- 武井壮のゴルフバッグ担いでください（2024年11月24日・2024年12月1日、テレビ大阪）
- FANTASTICSのイケメンを、壊したい！（2025年2月26日・2025年3月5日・2025年3月12日、ABEMA）
- マスターズゴルフ2025 直前SP（2025年4月5日、TBS）
- WINTICKET ミッドナイト競輪（2023年6月6日・2023年7月6日・2023年9月29日・2024年4月12日・2024年9月6日・2024年9月23日・2024年11月5日・2025年1月13日・2025年3月17日・2025年4月7日、ABEMA）
- 森香澄の全部嘘テレビ（2025年12月31日・2025年1月30日・2025年4月24日・2025年5月1日、テレビ朝日）
- 有吉クイズ（2025年5月11日、テレビ朝日）
- これ余談なんですけど・・・（2025年5月14日、ABCテレビ）

#### テレビドラマ
- そんな家族なら捨てちゃえば? 第4話（2024年8月22日、関西テレビ） - 飼育員 役[37]
- まどか26歳、研修医やってます! 第4話（2025年2月4日、TBS） - 患者 役[38]

### ラジオ
現在のレギュラー番組 
- 垂流的雑談のススメ（2025年1月24日 - YouTube 「さらば青春の光 Official Youtube Channel」）

 過去のレギュラー番組 
- さらば青春の光 東ブクロの学生芸人YOAKEMAE[39]（2021年4月4日 - 2022年3月27日、ラジオ関西） - 毎週日曜日
- TeeRex presents さらば青春の光 東ブクロのSKUX GOLF (2022年7月2日 - 2022年12月31日、エフエム大阪) - 毎週土曜日
- GEMS COMPANYのさらば、ラジオ。[40][41]（2020年4月 - 2023年3月25日 YouTube「GEMS COMPANY公式チャンネル」[注 1]） - 毎週土曜日
- GEMS CRAM SCHOOL!!（2023年4月23日 - 2023年10月21日ニコニコ生放送、YouTube「GEMS COMPANY公式チャンネル」 [注 2]）
- ブクロフライ!!! by stand.fm[42] (2022年9月14日 - 2023年1月30日・2025年3月6日 stand.fm「ブクロフライ!!! by stand.fm」、ラジオ関西） - 毎週日曜日
- 平均的恋愛のススメ（2024年10月28日 - 2024年12月30日YouTube 「公式 TBS Podcast」、TBSラジオ）

### ネット配信
現在のレギュラー番組 
- ブクロメロン（2023年4月14日 - YouTube「ブクロメロン」） - MC
- ザ・デッドライン（2024年12月28日 - YouTube「ザ・デッドライン」） - MC

 過去のレギュラー番組 
- GOLFわでしこ ちょいアス（2020年4月7日 - 2021年1月12日[43]、YouTube「GOLFわでしこチャンネル」 → 「刺激ストロングSPORTS」） - MC

 過去の出演番組 
- 見取り図のニブイチ!!（2023年11月1日・2023年11月15日 YouTube「ダイナム公式チャンネル」）
- 相席スタート山添の相席パチンコ（2024年11月15日・2024年11月22日 YouTube「WINGチャンネル」）
- BSノブロック〜新橋ヘロヘロ団〜（2025年2月24日YouTube「BSノブロック〜新橋ヘロヘロ団〜」）
- ガチブラ（2025年4月1日・2025年4月15日 YouTube「ダイナム公式チャンネル」）
- [すすきのキャバクラ]バルセロナチャンネル（2025年4月12日・2025年4月26日 YouTube「すすきのキャバクラ - バルセロナチャンネル」）

### ミュージックビデオ
- カフネ 「なんにもない」（2025年3月20日公開  YouTube「カフネ」） ‐ 東袋たけし（売れない小説家）役[44]

### オリジナルビデオ
- ネトラセラレ（2018年4月27日、竹書房・リバプール） - 同僚 役[45]

### コラム
- お悩み相談連載：さらば青春の光・東ブクロの『こわいもんなし』（2024年10月4日 - 「週プレNEWS」）[46]

## 著作
- 『「笑いについて」』（幻冬舎、2023年5月16日、ISBN 978-4344041219）3年2組 東口宜隆名義